# Crotalaria occidentalis
Crotalaria occidentalis är en ärtväxtart som beskrevs av Frank Nigel Hepper. Crotalaria occidentalis ingår i släktet sunnhampor, och familjen ärtväxter. Inga underarter finns listade i Catalogue of Life.